# Carmen Saliare
Das Carmen Saliare ist ein fragmentarisch erhaltenes Kultlied in archaischem Latein. Der Gesang war ein Teil der Rituale, die von der römischen Priesterschaft der Salii durchgeführt wurden. Im Zentrum dieser Rituale standen Mars und Quirinus, sie fanden im März und im Oktober statt. Während der Prozessionen wurde auch das Carmen Saliare gesungen.
Insgesamt sind 35 Fragmente der Hymne erhalten, unter anderem bei Marcus Terentius Varro in seinem Werk De lingua Latina:
… divum em pa cante, divum deo supplicate …

… cume tonas, Leucesie, prae tet tremonti quot ibet etinei de is cum tonarem …

… cozevi oborieso. Omnia vero ad Patulcium commissei.

Ianeus iam es, duonus Cerus es, duonus Ianus.

Venies potissimum melios eum recum …
oder
… cume tonas, Leucesie, prae tet tremonti quom tibi cunei decstumum tonaront …
Es war Linguisten bisher nicht möglich, den Text vollständig zu übersetzen. Die bekannten lateinischen Worte scheinen Donner, Janus und Ceres zu betreffen. Schon Marcus Tullius Cicero konnte nicht sehr viel des Gesangs deuten. Ein Kommentar, den Lucius Aelius Stilo Praeconinus verfasste, ist verloren.